# Banta (bướm)
Banta là một chi bướm ngày thuộc họ Bướm nâu.

## Các loài
- Banta anna (Evans, 1935)
- Banta banta Evans, 1949
- Banta fulvomargo (Joicey & Noakes, 1916)
- Banta linnei de Jong, 2008